# Eleições estaduais no Pará em 1962
As eleições estaduais no Pará em 1962 ocorreram em 7 de outubro como parte das eleições gerais em 22 estados e nos territórios federais do Amapá, Rondônia e Roraima. Foram eleitos os senadores Cattete Pinheiro e Lobão da Silveira, além de 10 deputados federais e 37 deputados estaduais.
Nascido em Monte Alegre, o médico Cattete Pinheiro cursou a Universidade Federal do Pará e graduou-se em 1936 na Universidade Federal de Pernambuco dedicando-se à Medicina Interna. Trabalhou no Departamento de Saúde e no Serviço Especial de Saúde Pública do Pará antes de ser nomeado prefeito de sua cidade natal exercendo o cargo por quatro anos a contar de 1939, sendo eleito para o mesmo posto em 1948. Em 1950 foi eleito suplente de deputado federal pelo PSP e exerceu o mandato via convocação. Nos anos de 1954 e 1958 foi eleito deputado estadual e, como presidente da Assembleia Legislativa do Pará, foi governador interino até que a Justiça Eleitoral convalidasse a posse de Magalhães Barata no Palácio Lauro Sodré. Candidato derrotado a suplente de senador na chapa de Paulo Maranhão em 1954, foi ministro da Saúde no governo Jânio Quadros e elegeu-se senador em 1962.
Quanto ao advogado Lobão da Silveira, este nasceu em Bragança e diplomou-se na Universidade Federal do Pará. Logo depois da Revolução de 1930 assumiu a prefeitura de sua terra natal e ascendeu na política como chefe de gabinete do interventor Magalhães Barata, sendo eleito deputado estadual pelo PSD em 1947 e 1950. Suplente de deputado federal em 1954, obteve a titularidade nas eleições suplementares de 6 de fevereiro de 1955. Seu primeiro mandato de senador também foi conquistado numa eleição suplementar convocada em 21 de junho de 1959 após as mortes de Álvaro Adolfo e seu suplente, Acrísio Corrêa, sendo reeleito em 1962.

## Resultado da eleição para senador
Dados fornecidos pelo Tribunal Superior Eleitoral.
| Candidatos a senador da República | Candidatos a suplente de senador | Número | Coligação                                                             | Votação | Percentual |
| --------------------------------- | -------------------------------- | ------ | --------------------------------------------------------------------- | ------- | ---------- |
| Cattete Pinheiro PSP              | Pedro Carneiro PSP               | -      | Coligação Democrática Paraense (PSP, UDN. PSB, PR, PL, MTR, PTN, PRT) | 123.870 | 31,97%     |
| Lobão da Silveira PSD             | Moura Palha PSD                  | -      | PSD (sem coligação)                                                   | 97.444  | 25,15%     |
| Waldir Bouhid PSD                 | Mário Pinotti PSD                | -      | PSD (sem coligação)                                                   | 86.839  | 22,42%     |
| Cléo Bernardo PSP                 | Arnaldo Prado PSP                | -      | Coligação Democrática Paraense (PSP, UDN. PSB, PR, PL, MTR, PTN, PRT) | 79.250  | 20,46%     |
| Fontes:                           |                                  |        |                                                                       |         |            |

## Deputados federais eleitos
São relacionados os candidatos eleitos com informações complementares da Câmara dos Deputados.

Representação eleita
  PSD: 4
  PSP: 2
  PTB: 2
  UDN: 2

| Deputados federais eleitos | Partido | Votação | Percentual | Cidade onde nasceu | Unidade federativa |
| Stélio Maroja              | PSP     | 17.960  |            | Bragança           | Pará               |
| Burlamaqui de Miranda      | PSD     | 16.536  |            | Altamira           | Pará               |
| Waldemar Guimarães         | PSD     | 16.072  |            | Salvador           | Bahia              |
| Armando Carneiro           | PTB     | 15.216  |            | Tocantinópolis     | Tocantins          |
| Armando Corrêa             | PSD     | 13.604  |            | Belém              | Pará               |
| João Menezes               | PSD     | 13.214  |            | Belém              | Pará               |
| Clóvis Ferro Costa         | UDN     | 13.106  |            | Passagem Franca    | Maranhão           |
| Américo Silva              | PTB     | 11.960  |            | Belém              | Pará               |
| Gabriel Hermes             | UDN     | 10.633  |            | Castanhal          | Pará               |
| Sílvio Braga               | PSP     | 10.299  |            | Belém              | Pará               |
| Fontes:                    |         |         |            |                    |                    |

## Deputados estaduais eleitos
Foram eleitos 37 deputados estaduais.

Representação eleita
  PSD: 17
  PTB: 9
  PSP: 4
  UDN: 4
  PR: 3

Fonteː
| Deputados estaduais eleitos           | Partido | Votação | Percentual | Cidade onde nasceu    | Unidade federativa |
| Álvaro Calilo Kzan                    | PSD     | 6.721   | 1,73%      | Jacundá               | Pará               |
| Benedicto Monteiro                    | PTB     | 5.488   | 1,41%      | Alenquer              | Pará               |
| Arnaldo Moraes                        | PSD     | 4.917   | 1,26%      | Alenquer              | Pará               |
| Raimundo Teixeira Noleto              | PSD     | 4.853   | 1,25%      | Miracema do Tocantins | Tocantins          |
| Antonino da Rocha Leonardo            | PR      | 4.818   | 1,24%      | Paragominas           | Pará               |
| Nagib Mutran                          | UDN     | 4.281   | 1,10%      | Marabá                | Pará               |
| Rodolpho Chermont Jr                  | PSD     | 4.194   | 1,08%      | Belém                 | Pará               |
| Ubaldo Corrêa                         | PSP     | 4.144   | 1,06%      | Santarém              | Pará               |
| Péricles Guedes de Oliveira           | PSD     | 3.826   | 0,98%      | Belém                 | Pará               |
| Ney Carneiro Brasil                   | PSD     | 3.629   | 0,93%      | Curuçá                | Pará               |
| Amilcar Moreira                       | PSD     | 3.601   | 0,92%      | Cametá                | Pará               |
| Dionísio Octávio Bentes de Carvalho   | PSD     | 3.467   | 0,89%      | Capanema              | Pará               |
| José Manuel Reis Ferreira             | PSD     | 3.440   | 0,88%      | Tailândia             | Pará               |
| Ney Rodrigues Peixoto                 | PSD     | 3.363   | 0,86%      | Campos dos Goytacazes | Rio de Janeiro     |
| Américo Brasil                        | PSP     | 3.345   | 0,86%      | Belém                 | Pará               |
| Alfredo Jacob Gantuss                 | PTB     | 3.222   | 0,83%      | São Miguel do Guamá   | Pará               |
| Lourenço Alves de Lemos               | UDN     | 3.133   | 0,80%      | Itaituba              | Pará               |
| Sandoval Cerdeira Bordallo            | PSD     | 3.030   | 0,78%      | Soure                 | Pará               |
| Santino Sirotheau Corrêa              | PSD     | 2.905   | 0,74%      | Santarém              | Pará               |
| Eládio Corrêa Lobato                  | UDN     | 2.885   | 0,74%      | Igarapé-Miri          | Pará               |
| Henrique Santa Helena Corrêa          | PSD     | 2.875   | 0,74%      | Redenção              | Pará               |
| Flávio Cezar Franco                   | PTB     | 2.873   | 0,74%      | Belém                 | Pará               |
| Fernando de Jesus Gurjão Sampaio      | PSD     | 2.818   | 0,72%      | Capanema              | Pará               |
| Geraldo Manso Palmeira                | PTB     | 2.817   | 0,72%      | Belém                 | Pará               |
| Altino Sílvio da Costa                | PSD     | 2.723   | 0,70%      | Tucuruí               | Pará               |
| Gerson Peres                          | UDN     | 2.594   | 0,66%      | Cametá                | Pará               |
| Victor Hilário da Paz                 | PSP     | 2.552   | 0,65%      | Santarém              | Pará               |
| Acindino Pinheiro de Campos           | PSD     | 2.535   | 0,65%      | Curuçá                | Pará               |
| Hélio Gueiros                         | PSD     | 2.411   | 0,62%      | Fortaleza             | Ceará              |
| Simpliciano Fernandes de Medeiros Jr  | PSP     | 2.353   | 0,60%      | Igarapé-Miri          | Pará               |
| José Maria Lins de Vasconcelos Chaves | PTB     | 2.319   | 0,59%      | Moju                  | Pará               |
| Brabo de Carvalho                     | PTB     | 2.225   | 0,57%      | Muaná                 | Pará               |
| Dário Veloso de Oliveira Dias         | PR      | 2.139   | 0,55%      | Viseu                 | Pará               |
| Dulcídio de Oliveira Costa            | PTB     | 2.056   | 0,53%      | Monte Alegre          | Pará               |
| João Luiz dos Reis                    | PTB     | 2.047   | 0,52%      | Moju                  | Pará               |
| Romeu Santos                          | PTB     | 1.619   | 0,41%      | Belém                 | Pará               |
| José Ciríaco Gurjão Sampaio           | PR      | 1.163   | 0,30%      | Novo Repartimento     | Pará               |
| Fontes:                               |         |         |            |                       |                    |